# Miklós Simonovits
Miklós Simonovits (Budapeste, 4 de setembro de 1943) é um matemático hungaro, que trabalha com combinatória.[carece de fontes?]

## Formação e carreira
Simonovits estudou de 1962 a 1967 na Universidade Eötvös Loránd, onde lecionou depois. Obteve um doutorado orientado por Vera Sós. Trabalha desde 1979 no Instituto de Matemática Alfred Renyi da Academia de Ciências da Hungria. Trabalhou com frequência com Paul Erdős.[carece de fontes?]